# Powiat Miyoshi
Powiat Miyoshi (jap. 三好郡 Miyoshi-gun) – powiat w Japonii, w prefekturze Tokushima. W 2024 roku liczył 12 985 mieszkańców.

## Miejscowości
- Higashimiyoshi